# Air Division
Air Division (engl. für „Luft-Division“) war die Bezeichnung für Großverbände der US Air Force, die in der militärischen Hierarchie zwischen den Numbered Air Forces („Luftflotten“) und den Wings (Geschwadern) eingeordnet waren. Im Normalfall war eine Air Division einer Numbered Air Force unterstellt und umfasste wiederum mehrere Wings und selbstständige Elemente. Das Konzept der Air Divisions wurde während bzw. nach dem Zweiten Weltkrieg geschaffen; Anfang der 1990er-Jahre wurden die letzten Verbände dieser Art dann durch Umstrukturierung aufgelöst. 
Je nach Einsatzzweck wurden auch die alternativen Bezeichnungen Airlift Division, Strategic Aerospace Division, Strategic Missile Division und Space Division verwendet. Insgesamt existierten 101 Verbände.
In etwa vergleichbar sind die Luftwaffendivisionen der Bundeswehr. Nur Namensähnlichkeit und kein organisatorischer Zusammenhang besteht hingegen zu den Airborne Divisions und Air Assault Divisions der US Army.

## Liste der Air Divisions
Air Divisions 1–15
- 1st Strategic Aerospace Division
- 2d Air Division
- 3d Air Division
- 4th Air Division
- 5th Air Division
- 6th Air Division
- 7th Air Division
- 8th Air Division
- 9th Space Division
- 10th Air Division
- 11th Air Division
- 12th Air Division
- 13th Strategic Missile Division
- 14th Air Division

Air Divisions 16–30
- 17th Air Division
- 18th Strategic Aerospace Division
- 19th Air Division
- 20th Air Division
- 21st Air Division
- 22d Strategic Aerospace Division
- 23d Air Division
- 24th Air Division
- 25th Air Division
- 26th Air Division
- 27th Air Division
- 28th Air Division
- 29th Air Division
- 30th Air Division

Air Divisions 31–45
- 31st Air Division
- 32d Air Division
- 33d Air Division
- 34th Air Division
- 35th Air Division
- 36th Air Division
- 37th Air Division
- 38th Air Division
- 39th Air Division
- 40th Air Division
- 41st Air Division
- 42d Air Division
- 43d Air Division
- 44th Air Division
- 45th Air Division

Air Divisions 46–100
- 47th Air Division
- 49th Air Division
- 50th Air Division
- 57th Air Division
- 58th Air Division
- 64th Air Division
- 65th Air Division
- 69th Air Division
- 73d Air Division
- 76th Air Division
- 85th Air Division
- 86th Air Division
- 90th Air Division
- 91st Air Division
- 96th Air Division

Air Divisions 101–500
- 302d Air Division
- 304th Air Division
- 305th Air Division
- 307th Air Division
- 309th Air Division
- 310th Air Division
- 311th Air Division
- 313th Air Division
- 314th Air Division
- 315th Air Division
- 316th Air Division
- 322d Air Division
- 323d Air Division
- 325th Air Division
- 326th Air Division
- 327th Air Division

Air Divisions 501–999
- 801st Air Division
- 802d Air Division
- 806th Air Division
- 810th Strategic Aerospace Division
- 813th Strategic Aerospace Division
- 816th Strategic Aerospace Division
- 817th Air Division
- 818th Strategic Aerospace Division
- 819th Strategic Aerospace Division
- 820th Strategic Aerospace Division
- 821st Strategic Aerospace Division
- 822d Air Division
- 823d Air Division
- 825th Strategic Aerospace Division
- 830th Air Division
- 831st Air Division
- 832d Air Division
- 833d Air Division
- 834th Air Division
- 835th Air Division
- 836th Air Division
- 837th Air Division
- 838th Air Division
- 839th Air Division
- 840th Air Division

Air Divisions 1000+
- 4310th Air Division
- 7217th Air Division